# USS Gridley (DDG-101)
USS Gridley (DDG-101) — 51-й эскадренный миноносец из серии запланированных к 13 сентября 2002 г. 62 эсминцев УРО типа «Арли Бёрк», строительство которых было одобрено Конгрессом США.

## История строительства
Закладка корабля произведена 30 июля 2004 года, спуск на воду — 28 декабря 2005 года. В состав ВМС США USS Gridley вступил 10 февраля 2007 года.